# Diaphus rafinesquii
L'occhio lucente (Diaphus rafinesquii) è un pesce abissale della famiglia Myctophidae.

## Distribuzione e habitat
È presente nel mar Mediterraneo e nell'Oceano Atlantico settentrionale fino al 50º parallelo nord, è però dubbia la sua presenza sul lato americano dell'Atlantico.
 Nei mari italiani è noto nel mar Tirreno, in Sicilia e, rarissimo, nel Mar Adriatico.
Vive in acque piuttosto profonde, tra i 3-400 m ed i 1600, ma è stato trovato anche in superficie. 
Lungo le coste dello stretto di Messina si rinviene raramente spiaggiato, soprattutto in inverno.

## Descrizione
Come in tutti i pesci lanterna un'identificazione certa si può avere solo osservando la disposizione ed il numero dei fotofori.
In questa specie i fotofori sono divisi in due da un diaframma scuro. Sono assenti le ghiandole luminose sul peduncolo caudale (Gs e Gi). Il Dn è grande ed in posizione frontale, lontano dal Vn, che è anch'esso grande ed ha forma allungata; è seguito da un ulteriore piccolo fotoforo So. I Prc sono presenti in numero di 4. Si distingue dall'affine D. holti per il numero di branchiospine, che è maggiore di 22 e per avere il primo fotoforo AO separato dagli altri e più in alto.

Il colore è blu molto scuro, quasi nero, con vivaci riflessi metallici azzurro argento sui fianchi e verdastri sugli opercoli branchiali. I fotofori hanno colore azzurro intenso

Misura fino a 10 cm di lunghezza.

## Alimentazione
Si ciba di organismi planctonici, soprattutto crostacei.

## Riproduzione
Avviene nei mesi freddi, le larve assumono l'aspetto definitivo ad una lunghezza di circa 1 cm.

## Pesca
Avviene solo occasionalmente con reti a strascico pelagiche e non ha mercato. Le carni sono tuttavia commestibili e di buon sapore.

## Specie affini

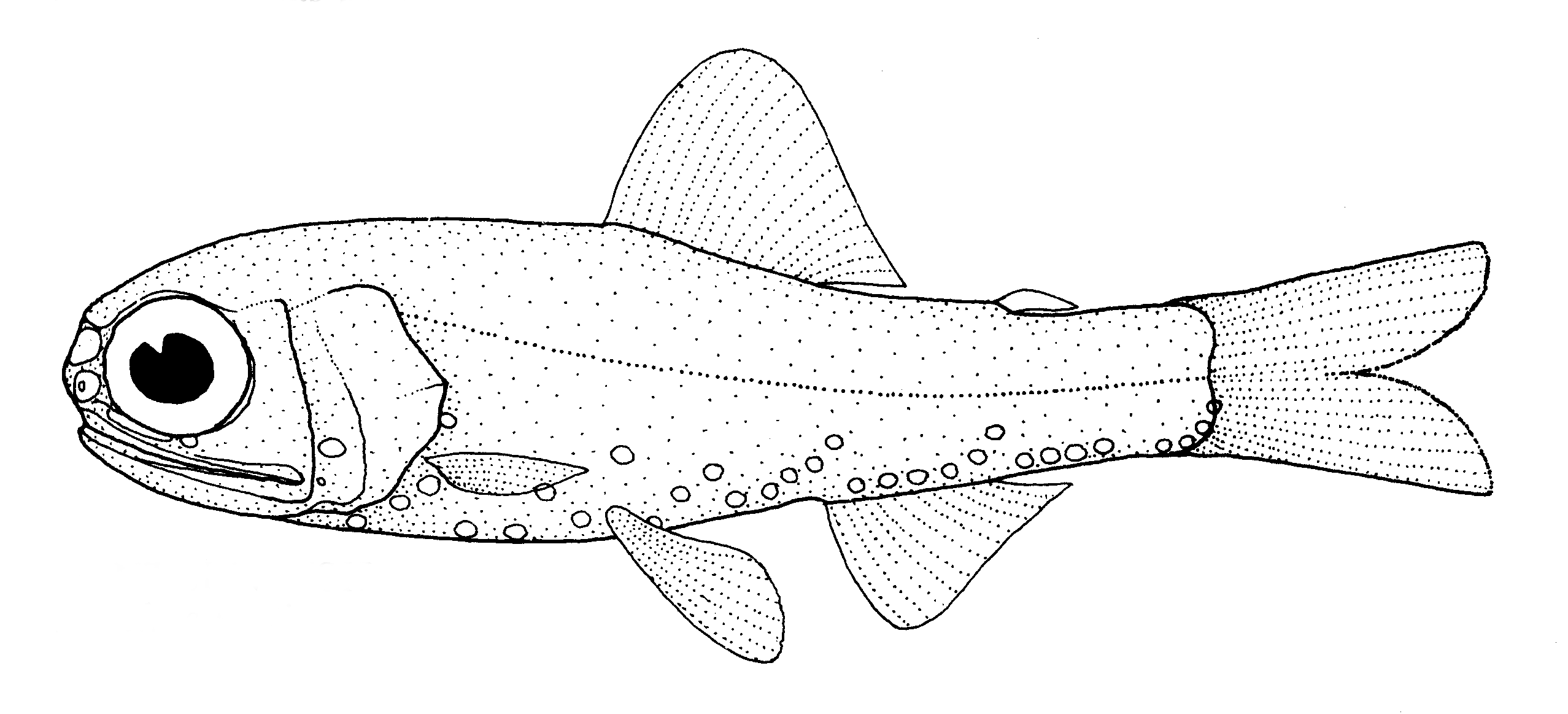
Diaphus holti

L'occhio lucente minore (Diaphus holti Tåning, 1918) è una specie molto simile, si differenzia per le branchiospine in numero inferiore a 21, perché il primo AO è in linea con gli altri e non posto più in alto e perché il fotoforo Vn è più grande, così come il So e per essere molto più piccolo dato che non supera normalmente i 4 cm. Questa specie è presente nel mar Mediterraneo e nei mari italiani ma meno comune di D. rafinesquii.